# داماك هايتس
داماك هايتس أو داماك ريسيدنز، ناطحة سحاب تتكون من 85 طابق وبارتفاع 335 متر (1٫099 قدم) وتقع في مرسى دبي وهو برج قيد الإنشاء.
للبرج واجهة بحرية مميزة وإطلالة خاصة على مرسى دبي ونخلة الجميرة.

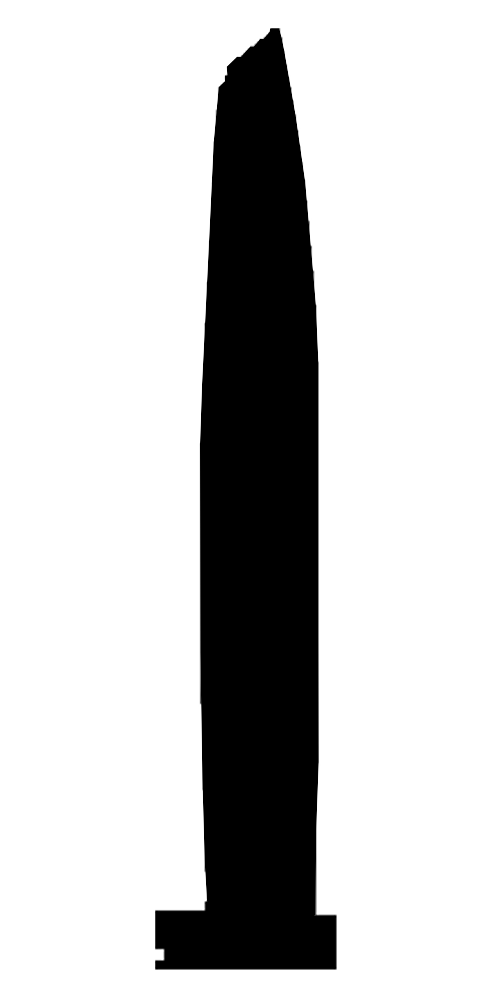
تصميم داماك هايتس

البرج كان مصمما بارتفاع 420 متر (1٫378 قدم)٬ ولكن تم تخفيض الارتفاع إلى 335 متر (1٫099 قدم) في فبراير 2013.

## وصلات خارجية
ناطحات سحاب سكنية في دبي